# GeIL
GeIL (właściwie: Golden Emperor International Ltd.) – tajwańskie przedsiębiorstwo produkujące pamięci komputerowe dla komputerów stacjonarnych, notebooków i serwerów.
Firma została założona w 1993 roku. Główna siedziba mieści się w Tajpej na Tajwanie. Korporacja posiada oddziały w Hongkongu, Chinach i USA.
Według rankingu DRAMeXchange, w 2006 GeIL zajął 10. pozycję wśród producentów pamięci DRAM sprzedawanych pod własnymi markami (spadek z 7. miejsca w 2005), z 3,1% udziału w globalnym rynku i przychodami rzędu 272 mln USD.